# Carpobrotus rossii
Espèce
Carpobrotus rossii est une espèce de plante rampante succulente de la famille des Aizoaceae, originaire du sud de l'Australie. Elle est parfois appelée « Ross’s pigface » en anglais.

## Description
Carpobrotus rossii forme des tapis rampants grâce à ses tiges charnues, s’étalant sur le sol sableux ou rocheux.  
- **Feuilles** : succulentes, triangulaires en coupe transversale, longues de 3,5 à 10 cm et larges d’environ 1 cm, généralement courbes mais parfois rectilignes[2].
- **Fleurs** : solitaires, de couleur mauve à pourpre, mesurant environ 6 cm de diamètre, apparaissant principalement au printemps et en été[3].
- **Fruits** : capsules globuleuses rouge violacé, charnues, mesurant environ 2,5 cm de long pour 1,5 cm de diamètre, contenant de nombreuses petites graines[4].

## Distribution
L'espèce est endémique du sud de l’Australie, présente notamment en Australie-Occidentale, Australie-Méridionale, Tasmanie et Victoria. Elle pousse surtout dans les zones côtières sableuses et dunaires.

## Utilisation
Les Aborigènes d’Australie consommaient traditionnellement les fruits, soit frais, soit séchés. Les feuilles, au goût légèrement salé, pouvaient être consommées crues ou cuites en accompagnement de la viande.  
Aux Pays-Bas, la plante est cultivée en Zélande pour ses feuilles, commercialisées sous la dénomination « zeebanaan », ou « banane de mer » en Belgique francophone.  